# Humberto Elizondo
Humberto Elizondo (Coahuila, 19 de junho de 1947) é um ator mexicano.

## Filmografia

### Televisão
- Malverde: El Santo Patrón (2022) – Padre Hilario
- Corona de lágrimas (2021) – Ulloa
- Sin tu mirada (2018) – Horacio Zamudio
- Simplemente María (2015–2016) – Adolfo Rivapalacio Balaguer
- Muchacha italiana viene a casarse (2014–2015) – Juan Michel
- Hasta el fin del mundo (2014–2015) – Carlos Landa
- Por siempre mi amor (2013–2014) – Osvaldo de la Riva
- Libre para amarte (2013)- Tibúrcio
- Porque el amor manda (2012–2013) – Augusto Constante
- Un refugio para el amor (2012) – Aquiles Trueba Tajonar
- La que no podía amar (2011–2012) .... Federico Galván
- Mañana es para siempre (2008–2009) .... Agustín Astorga
- Tormenta en el paraíso (2007) – Dr. Alberti
- Duelo de pasiones (2006) – Dr. Mauro Peña
- Contra viento y marea (2005) – Quiñones
- Velo de novia (2003) – Pedro Robletos
- ¡Vivan los niños! (2002–2003) – Juiz Mazagatos
- Entre el amor y el odio (2002) – Dr. Ortega
- Abrázame muy fuerte (2000) – Bernal Orozco
- Carita de ángel (2000) – Salomón Alvarado
- Cuento de Navidad (1999) – Samuel
- Nunca te olvidaré (1999) – Fermín Requena
- Camila (1998) – Dr. Darío Suárez
- La usurpadora (1998) – Silvano Piña
- La antorcha encendida (1996) – Hermenegildo Galeana
- Agujetas de color de rosa (1994) – Tomás
- El vuelo del águila (1994) – Manuel Mondragón
- Los parientes pobres (1993) – Paulino Zavala
- Triángulo (1992) – Arcadio Villafranca
- Un rostro en mi pasado (1990) – Rafael Reyes
- Cuna de lobos (1986) – Inspetor Norberto Suárez

### Cinema
- Los Siete (2010)
- El cártel (2009)
- Bandidas (2006)
- Bajas pasiones (1999)
- Reclusorio III (1999)
- La máscara del Zorro (1999)
- Soy el jefe de jefes (1998)
- Secreto de confesión (1998)
- La venganza del viejito (1998)
- El cuervo (1998)
- Reclusorio (1997)
- El aguinaldo (1997)
- Suerte en la vida (La Lotería III) (1994)
- Amor a la medida (1993)
- Gunmen (1993)
- Culpable o inocente (1993)
- Secuestro de un periodista (1992)
- Traficantes de niños (1992)
- Imperio blanco (1992)
- Desvestidas y alborotadas (1991)
- Burbujas de amor (1991)
- Hembra o macho (1991)
- Isla para tres (1991)
- Sabueso (1991)
- Tijeras de papel (1991)
- Federal de narcóticos (División Cobra) (1991)
- Polvo de muerte (1991)
- Dos cuates a todo dar (1990)
- El mofles en Acapulco (1990)
- Secta satánica: El enviado del Sr. (1990)
- Brutalidad judicial (1990)
- No hay quinto malo (19909
- Sentencia de muerte (1990)
- Los rateros (19899
- Licencia para matar (1989)
- Fiesta de sangre (1989)
- Te gustan, te las traspaso (1989)
- La muerte del portero (1989)
- Rosa de dos aromas (1989)
- Arriba el telón (1989)
- Si mi cama hablara (1989)
- Pancho el Sancho (1988)
- Los plomeros y las ficheras (19889
- Don't Panic (1988)
- Sábado D.F. (1988)
- Los hermanos machorro (1988)
- Los albureros (1988)
- Central camionera (1988)
- El macho (1987)
- La leyenda del Manco (1987)
- El hijo de Pedro Navaja (1986)
- Huele a gas (1986)
- El otro (1986)
- El cafre (1986)
- Salvador (1986)
- Un hombre violento (1986)
- Mentiras (1986)
- Ratas de la ciudad (1986)
- Yako, cazador de malditos (1986)
- Tierra de rencores (1986)
- Historias violentas (1985)
- Mas vale pájaro en mano (1985)
- El rey de la vecindad (1985)
- Duna (1984)
- Escuela de placer (1984)
- Gatilleros del Río Bravo (1984)
- El judicial (1984)
- Dos de abajo (1983)
- Buenas, y con... movidas (1983)
- Eréndira (1983)
- Chile picante (1983)
- Me lleva la tristeza (1983)
- Por un vestido de novia (1983)
- Cosa fácil (1982)
- Juan Charrasqueado y Gabino Barrera, su verdadera historia (1982)
- El rey de los albures (1982)
- El ánima de Sayula (1982)
- El Bronco (1982)
- Las siete cucas (1981)
- Como México no hay dos (1981)
- El gran perro muerto (1981)
- El gran triunfo (1981)
- Perro callejero II (1981)
- El preso No. 9 (1981)
- Sólo para damas (1981)
- La muerte del Palomo (1981)
- Persecución y muerte de Benjamín Argumedo (1980)
- Mírame con ojos pornográficos (1980)
- Las tentadoras (1980)
- El siete vidas (1980)
- Perro callejero (1980)
- Muñecas de medianoche (1979)
- El futbolista fenómeno (1979)
- Pasión por el peligro (1979)
- Bloody Marlene (1979)
- Llámenme Mike (1979)
- Las golfas del talón (1979)
- El año de la peste (1979)
- No tiene la culpa el Indio (1978)
- Muerte a sangre fría (1978)
- El arracadas (1978)
- Las mariposas disecadas (1978)
- Mil caminos tiene la muerte (1977)
- El mexicano (1977)
- Zona roja (1976)
- Los vampiros de Coyoacán (1974)
- El tigre de Santa Julia (1974)
- El diablo en persona (1973)
- La hermanita Dinamita (1970)
- Veinticuatro horas de vida (1969)

## Teatro
- -------- -Muerte a sangre fría
- 2002 -El arracadas
- 2003 -Las mariposas disecadas
- 2004 -Mil caminos tiene la muerte
- 2005 -El mexicano
- 2007 -Zona roja
- 2009 -Los vampiros de Coyoacán
- 2011 -El tigre de Santa Julia

## Prêmios e indicações

### TVyNovelas
| Ano  | Categoria                   | Telenovela           | Resultado |
| ---- | --------------------------- | -------------------- | --------- |
| 2000 | Melhor ator antagonista     | Nunca te olvidaré    | Indicado  |
| 1994 | Melhor ator antagonista     | Los parientes pobres | Indicado  |
| 1987 | Melhor ator co-protagonista | Cuna de lobos        | Venceu    |